# Estructura interna de la Luna

Estructura interna de la Luna

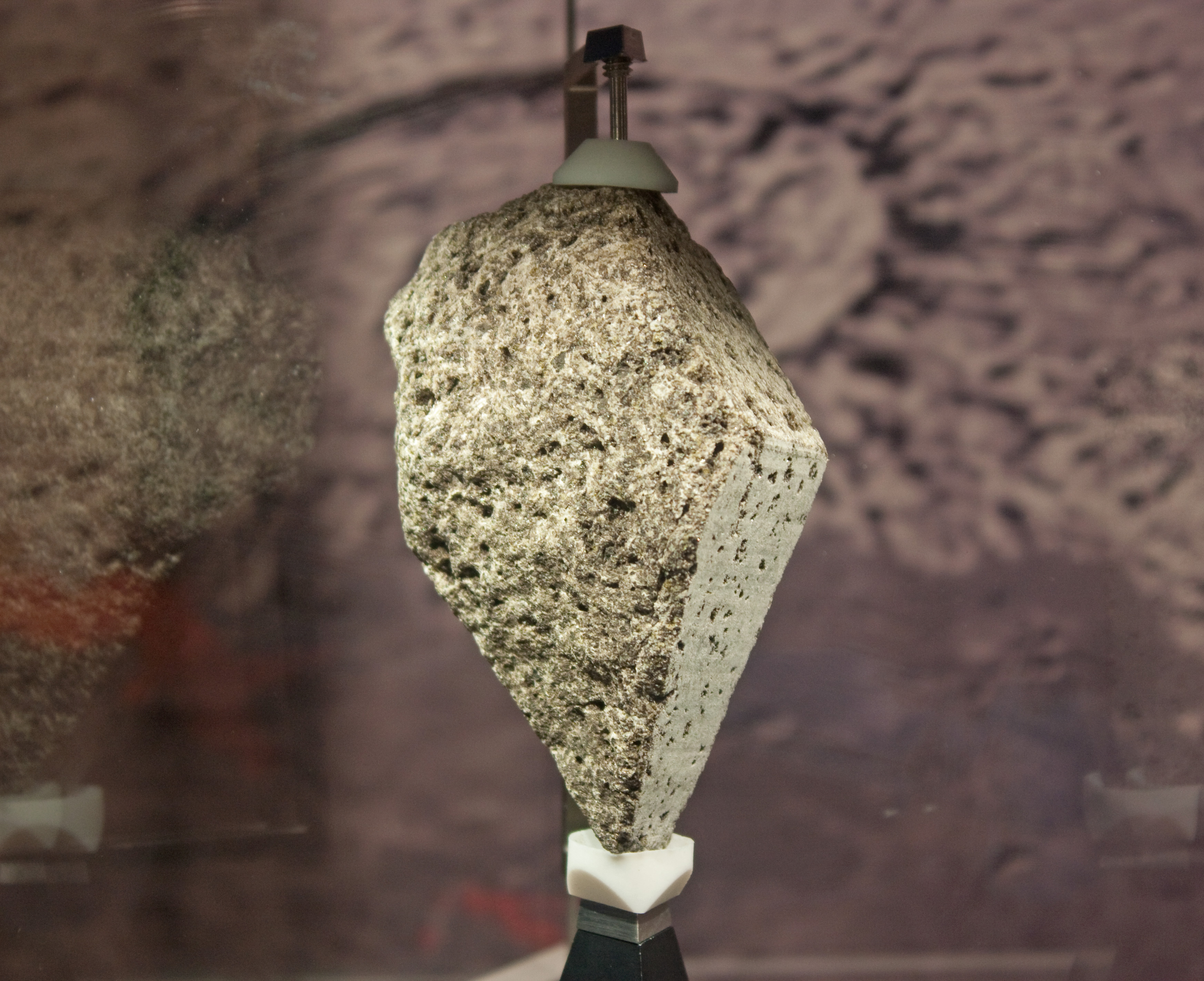
Basalto olivino recogido por el Apolo 15.

Teniendo una densidad media de 3,346.4 kg/m³, la Luna es un cuerpo diferenciado, compuesto por una corteza, un manto y un núcleo planetario geoquímicamente distintos. Se cree que esta estructura fue el resultado de la cristalización fraccionada de un océano de magma poco después de su formación hace unos 4.500 millones de años. La energía requerida para derretir la porción exterior de la Luna se atribuye comúnmente a un evento de impacto gigante que se postula que formó el sistema Tierra-Luna, y la posterior acreción de material en la órbita de la Tierra. La cristalización de este océano de magma habría dado lugar a un manto máfico y una corteza rica en plagioclasa. 
El mapeado geoquímico desde la órbita implica que la corteza de la Luna tiene en gran parte una composición anortosítica, consistente con la hipótesis del océano de magma. En términos de elementos, la corteza lunar está compuesta principalmente de oxígeno, silicio, magnesio, hierro, calcio y aluminio, pero también están presentes elementos menores y trazas importantes como titanio, uranio, torio, potasio e hidrógeno. Con base en técnicas geofísicas, se estima que la corteza tiene un promedio de aproximadamente 50 km de espesor.
El derretimiento parcial dentro del manto de la Luna dio lugar a la erupción de mares de basaltos en la superficie lunar. Los análisis de estos basaltos indican que el manto está compuesto predominantemente por los minerales olivino, ortopiroxeno y clinopiroxeno, y que el manto lunar es más rico en hierro que el de la Tierra. Algunos basaltos lunares contienen altas cantidades de titanio (presente en el mineral ilmenita), lo que sugiere que el manto tiene una composición altamente heterogénea. Se ha encontrado que los sismos lunares ocurren en lo profundo del manto de la Luna a unos 1.000 km debajo de la superficie. Estos ocurren con periodicidades mensuales y están relacionados con el estrés de las mareas causado por la órbita excéntrica de la Luna sobre la Tierra. También se han detectado algunos terremotos lunares poco profundos con hipocentros ubicados a unos 100 km debajo de la superficie, pero estos ocurren con menos frecuencia y parecen no estar relacionados con las mareas lunares.

## Núcleo

Ilustración esquemática de la estructura interna de la Luna.

Varias líneas de evidencia implican que el núcleo lunar es pequeño, con un radio de aproximadamente 350 km o menos. El tamaño del núcleo lunar es solo un 20 % del tamaño de la Luna misma, en contraste con aproximadamente el 50 %, como es el caso de la mayoría de los otros cuerpos terrestres. La composición del núcleo lunar no está bien limitada, pero la mayoría cree que está compuesta de aleación de hierro metálico con una pequeña cantidad de azufre y níquel. Los análisis de las rotaciones variables en el tiempo de la Luna indican que el núcleo está al menos parcialmente fundido.
En 2010, un nuevo análisis de los antiguos datos sísmicos del programa Apolo sobre los terremotos profundos (que utilizó métodos de procesamiento modernos) confirmó que la Luna tiene un núcleo rico en hierro con un radio de 330 ± 20 km. El mismo reanálisis estableció que el núcleo interno sólido hecho de hierro puro tiene un radio de 240 ± 10 km. El núcleo está rodeado por la capa parcialmente derretida (10 a 30 %) del manto inferior con un radio de 480 ± 20 km (espesor ~ 150 km). Estos resultados implican que el 40% del núcleo por volumen se ha solidificado. La densidad del núcleo externo líquido es de aproximadamente 5 g/cm³ y podría contener tanto 6 % de azufre en peso. La temperatura en el núcleo es probablemente alrededor de 1600–1700 K.  
En 2019, un nuevo análisis de casi 50 años de datos recopilados del experimento Lunar Laser Ranging con datos del campo de gravedad lunar de la misión GRAIL, muestra que para un núcleo fluido y estable con litosferas no hidrostáticas, el aplanamiento del núcleo se determina como (2.2±0.6)×10−4 con los radios de su límite núcleo-manto como 381±12 km.